# Black Tom Cassidy
Black Tom Cassidy (Thomas Samuel Eamon Cassidy) é um supervilão de ficção que aparece nos quadrinhos americanos publicados pela Marvel Comics. O personagem é geralmente descrito como um inimigo dos X-Men e de seu primo, Banshee. Além de lutar contra os X-Men, ele entrou em conflito com Deadpool várias vezes.
Black Tom é um mutante que pode manipular, se relacionar e projetar energia através da vida vegetal. Ele também é capaz de emitir explosões concussivas com um objeto de madeira, geralmente um "shillelagh". Tom era a ovelha negra de uma importante família irlandesa. Ele secretamente criou a filha de Banshee, Siryn, cuja existência Banshee não sabia, e recrutou-a para sua gangue criminosa. Black Tom também foi um parceiro criminoso de longa data do vilão super forte Fanático, até a reforma dele.
Black Tom Cassidy fez sua estréia no cinema em Deadpool 2, interpretado por Jack Kesy.